# オペレーション (映画)
『オペレーション』（原題：L'Opération Corned Beef）は、1991年制作のフランスのスパイ・コメディ映画。ジャン・レノ主演。日本では劇場未公開。

## あらすじ
フランス軍秘密工作員のプリエ大尉・通称“シャーク”は、ある政府高官が新型ミサイルの設計図を某国に横流ししようとしている計画の阻止を命じられ、動き出す。だが、その政府高官の秘書の夫に自分の恋人が愛人となって潜入捜査していることを知り、嫉妬に狂う。

## キャスト
※括弧内は日本語吹替。
- フィリップ・プリエ大尉“シャーク”：ジャン・レノ（山野史人）
- ジャン＝ジャック：クリスチャン・クラヴィエ（秋元羊介）
- イザベル・フロー中尉：イザベル・ルノー（田中敦子）
- 執政官：マルク・ド・ジョング（千田光男）
- マッセ将軍：ジャック・フランソワ（長克巳）
- ロロ：ミレーユ・ルフェル（雨蘭咲木子）
- マダム・グラニアンスキー：ヴァレリー・ルメルシェ（久保田民絵）
- ムーラン将軍：ジャック・ダクミーヌ（円谷文彦）
- 国防大臣：ジャック・セレ（福田信昭）